# Parma
Parma (no dialeto parmesão Pärma)  é uma comuna italiana e cidade medieval da região da Emília-Romanha, província de Parma, com cerca de 178.718  habitantes. Estende-se por uma área de 260 km², tendo uma densidade populacional de 601 hab/km². Faz fronteira com Collecchio, Felino, Fontanellato, Fontevivo, Gattatico (RE), Langhirano, Lesignano de' Bagni, Mezzani, Montechiarugolo, Noceto, Sala Baganza, Sant'Ilario d'Enza (RE), Sorbolo, Torrile, Traversetolo, Trecasali.
Os habitantes de Parma são denominados parmesãos (feminino: parmesãs). Em italiano são parmigiani (feminino: parmigiane).

## Demografia
| Variação demográfica do município entre 1861 e 2011                               |
|                                                                                   |
| Fonte: Istituto Nazionale di Statistica (ISTAT) - Elaboração gráfica da Wikipedia |

## História
A cidade foi provavelmente fundada pelos Etruscos.

## Cultura

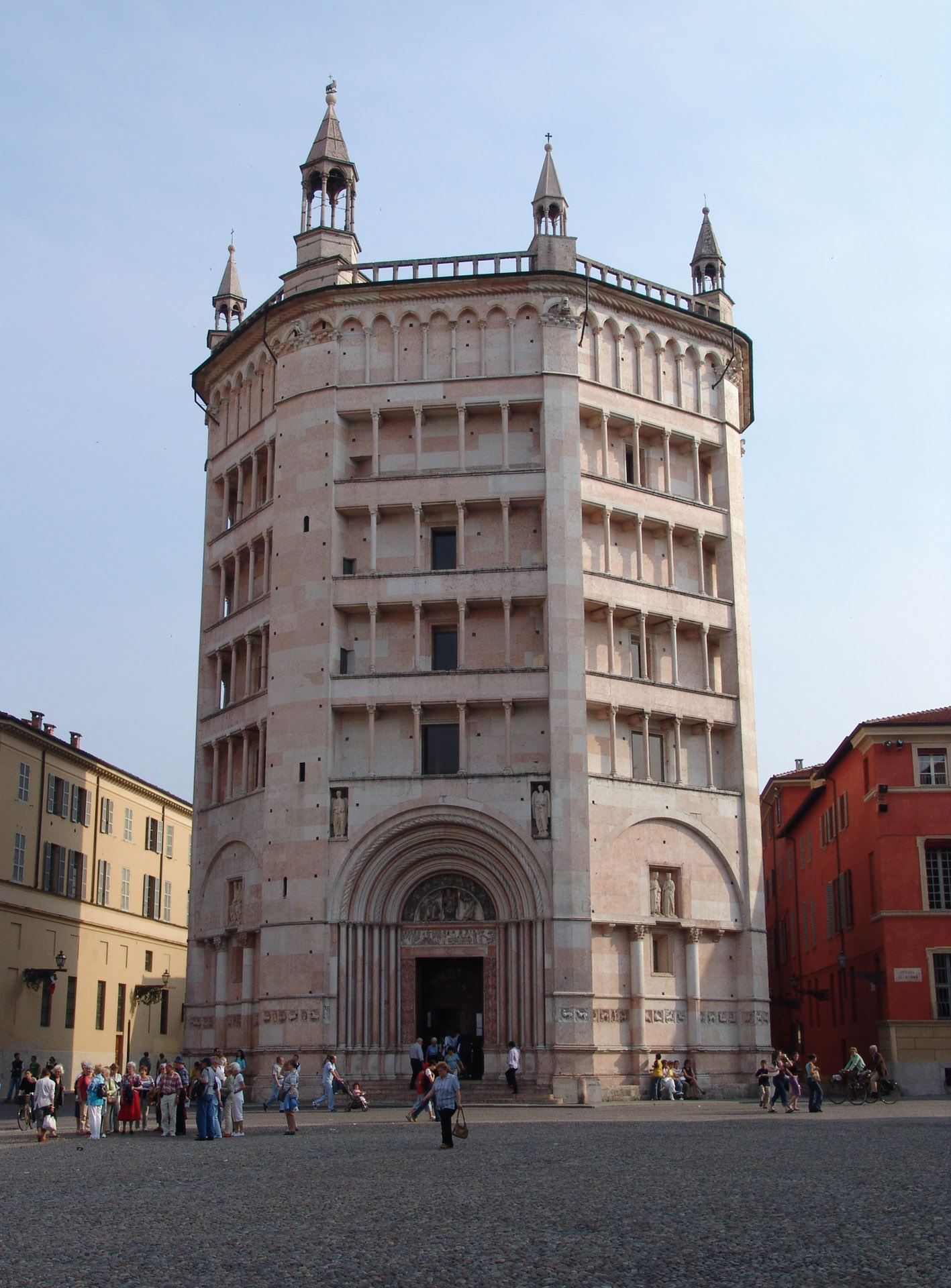
Batistério de Parma

### Palácios
- Palazzo della Pilotta
- Palazzo Ducale del Giardino
- Palazzo di Riserva

### Igrejas
- Catedral de Parma
- Batistério

### Teatros
- Teatro Regio
- Teatro Farnese

### Museus
- Galeria Nacional Farnese
- Pinacoteca Stuard
- Biblioteca Palatina

## Gastronomia
A cidade é famosa pelo seu queijo parmigiano-reggiano, o popular parmesão, além do presunto, pelo grupo lider italiano no setor alimenticio Barilla e também pela marca internacional de lacticínios Parmalat.

## Esportes
O clube de futebol mais importante da cidade, o Parma Calcio, teve bastantes momentos gloriosos na década de 1990, passando agora por momentos mais difíceis, devido a problemas financeiros da empresa Parmalat.
Habitantes notórios:
- Kiara Fontanesi, 5 vezes campeã do Mundo WMXGP MXGP)
- Arturo Toscanini, maestro
- Giuseppe Verdi, compositor (ver Roncole Verdi)
- Parmigianino, pintor do século XVI
- Sisto Badalocchio, pintor
- Alberto Bevilacqua, cineastas, poeta, jornalista, e romancista italiano
- Giambattista Bodoni, tipógrafo